# Müncheberg
Müncheberg település Németországban, azon belül Brandenburgban. Lakosainak száma 7135 fő (2023. december 31.).

## Népesség
A település népességének változása:
| Lakosok száma | 7150 | 6783 | 7003 | 7042 | 7097 | 7135 |
|               | 2010 | 2015 | 2020 | 2021 | 2022 | 2023 |